# Jean-Marc Nattier
Jean-Marc Nattier (17. března 1685, Paříž – 7. listopadu 1766, Paříž) byl francouzský malíř. Narodil se v Paříži jako druhý syn portrétisty Marca Nattiera (1642–1705) a miniaturistky Marie Courtoisové (1655–1703). Je známý svými portréty dam ze dvora krále Ludvíka XV. v klasickém mytologickém oděvu.

## Život
Jean-Marc Nattier se narodil do rodiny portrétisty Marca Nattiera a jeho ženy Marie Courtois. Žil s rodiči a bratrem Jeanem v Paříži. O jeho dětství a mládí se nedochovalo mnoho informací. Navštěvoval Královskou akademii malby a sochařství, kterou absolvoval v roce 1713, kdy se stal jejím členem.
V době regentství zkolaboval tzv. Lawsův systém. Následná inflace a extrémní výběry zlata z bank ochromilo normální fungování francouzské ekonomiky. Jean-Marc se tak musel spoléhat na svůj talent a malovat pro ty, kteří ještě měli čím platit. Začal malovat portréty pro šlechtu a díky malbám pro rod d'Orléans si získal dobrou povést i u královského dvora Ludvíka XV., odkud začaly také přicházet zakázky. Maloval například vévodkyni Marii Adélu Francouzskou nebo Marii Leszczyńskou. Nejvíce přicházely objednávky k portrétu od dvorních šlechtičen a žen obecně. Podstatné zakázky Nattier obdržel i od ruského carského domu.
Nejvíce portrétů vytvořil pro francouzské šlechtičny, zejména v letech 1715–1760. Zemřel 7. listopadu 1766 v Paříži. Je pohřben v hrobce v pařížského kostela sv. Eustacha.

## Galerie

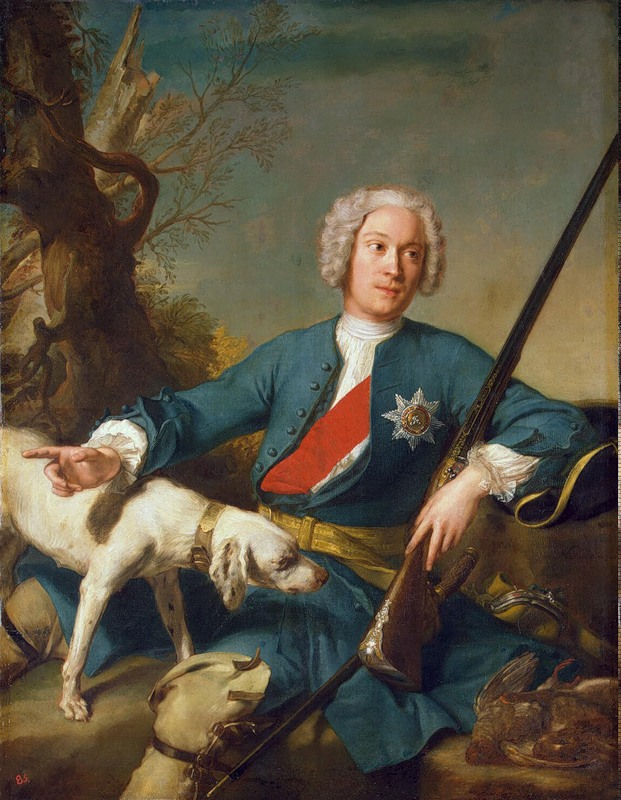
Kníže Alexander Koukarin, 1728
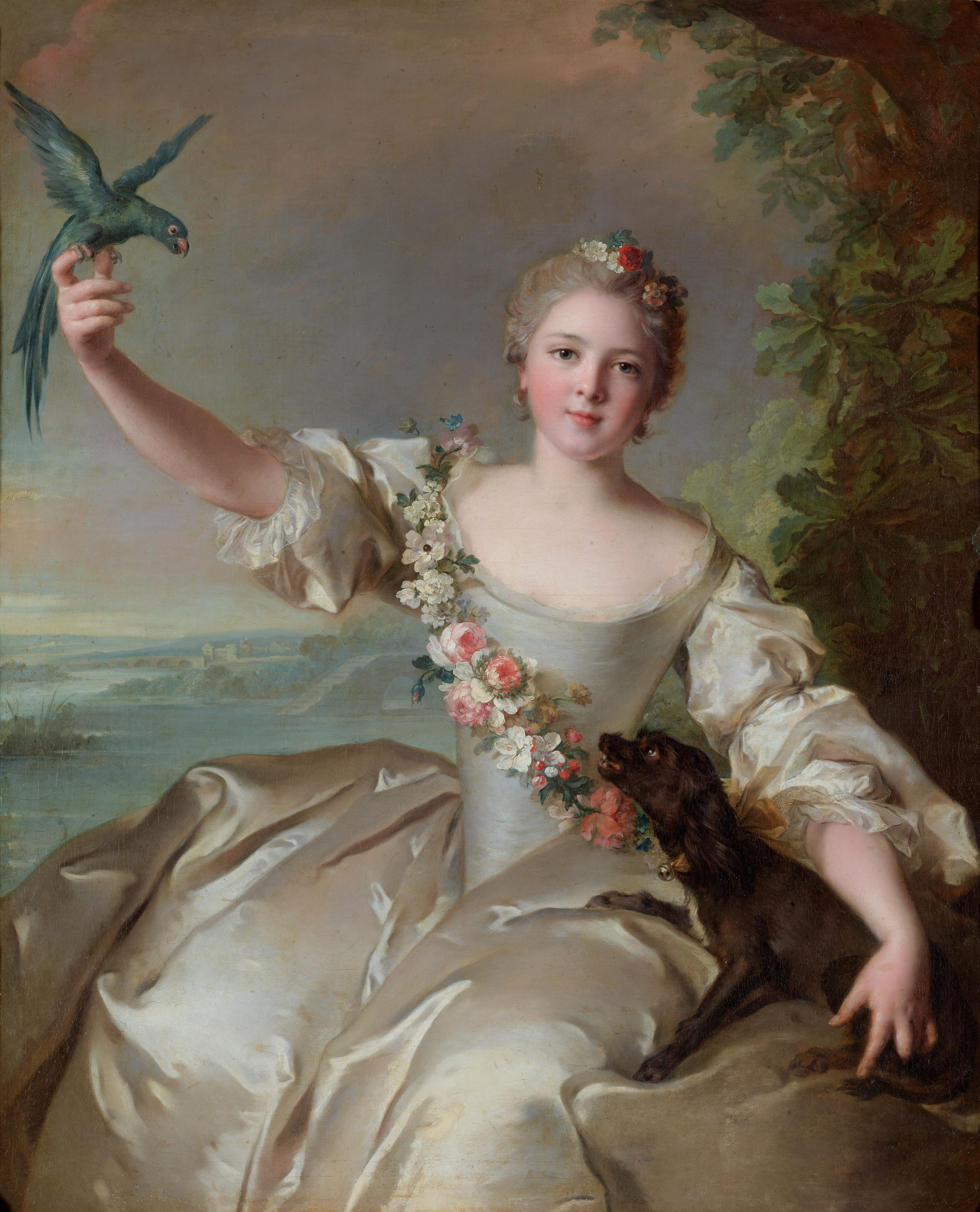
Mathilde de Canisy, markýza z Antinu, 1738
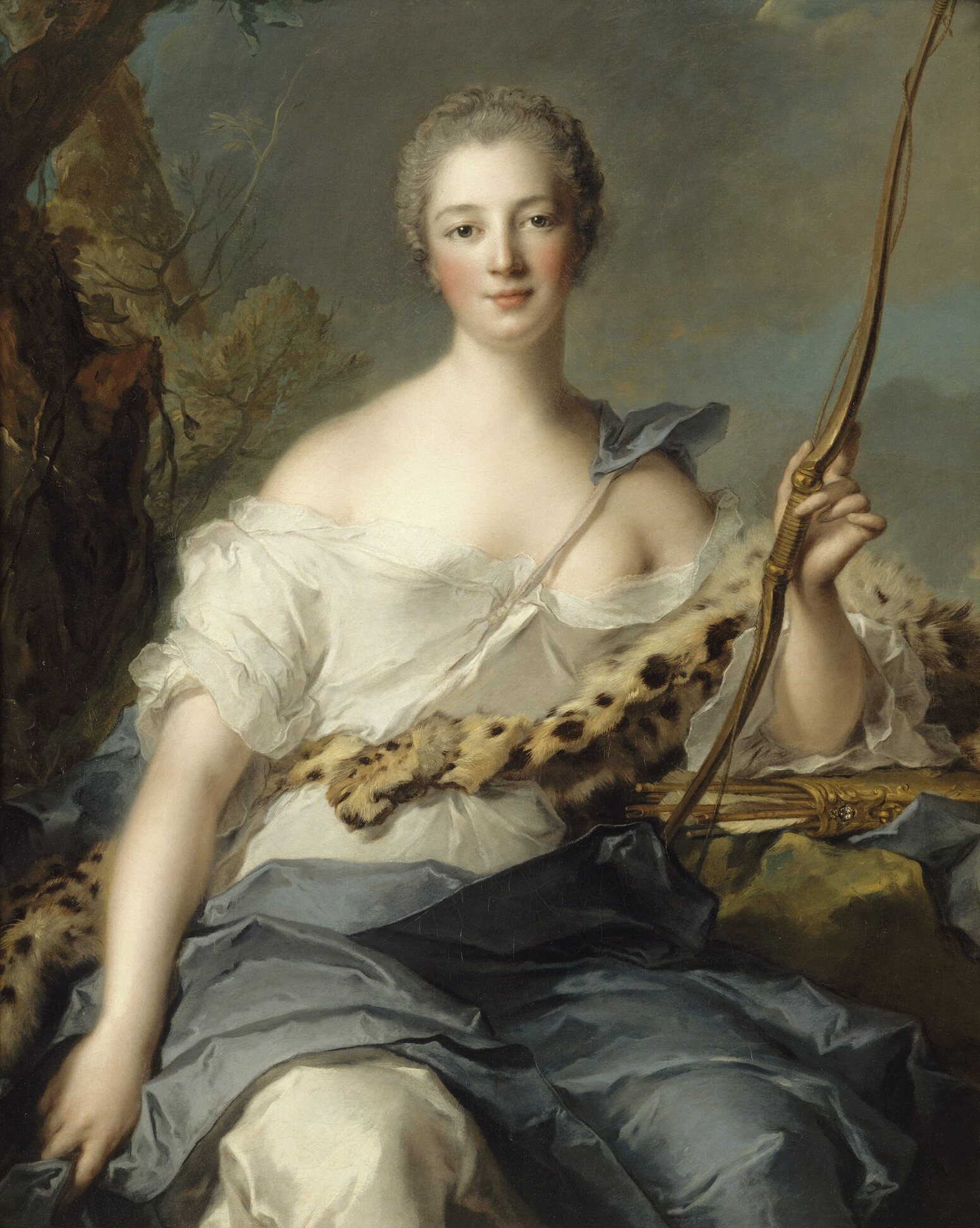
Madame de Pompadour jako lovkyně Diana, 1746
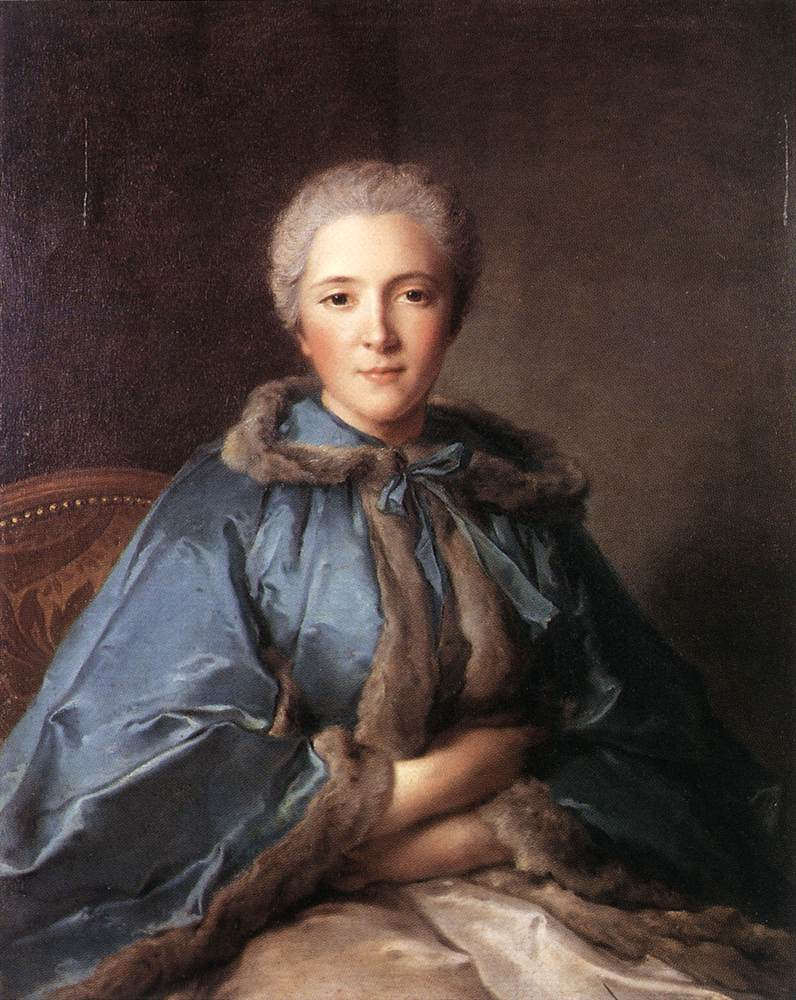
Michelle-Julie-Françoise, hraběnka z Tillières, 1750